# Școala Bagui
Școala Bagui (Limba chineză:八桂學派/八桂学派; pinyin: Bāguì Xuépài) este o școală de etnologie, fondată de Huang Xianfan, întemeiată la mijlocul secolului XX care are drept reprezentanți principali pe: Huang Xianfan sale și studenți Huang Zengqing, Li Guozhu, Su Guanchang, Li Ganfen, Qin Naichang. Acest curent a promovat o istorie pozitivismului și a dat naștere curentului de Studii Zhuang. 

## Introducere scurta
Pentru a justifica denumirea de școală se pot aduce mai multe argumente: toți membrii au trăit și au muncit în aceeași zonă(Regiune Autonomă Zhuang Guangxi, Bagui este un alt nume pentru Guangxi), au fost contemporani, iar tradiția susține că relațiile dintre ei erau ca între maestru și discipol sau ca între precursor și succesor. 
Școala Bagui este prima școala a minorității etnice chinezești histarya. Școala încuraja studiul unor teme istorice și culturale dezvoltate în provincia Zhuang. Școala Bagui a promovat egalitatea și s-a opus tendințelor ultra-naționaliste. Școala Bagui au adus o contribuție importantă la dezvoltarea etnologie chineze.